# Rocco e i suoi fratelli
Rocco e i suoi fratelli è un film del 1960 diretto da Luchino Visconti e ispirato ai racconti de Il ponte della Ghisolfa di Giovanni Testori.
Il titolo del film è una combinazione tra l'opera Giuseppe e i suoi fratelli di Thomas Mann e il nome di Rocco Scotellaro, scrittore meridionalista di cui Visconti era un grande estimatore. I cinque fratelli vengono presentati, durante la narrazione, in abbinamento alle cinque dita della mano, di cui Rocco rappresenta il dito medio.
Il film è stato selezionato tra i 100 film italiani da salvare.

## Trama
Alla morte del padre, Rocco Parondi, un ragazzo lucano, su iniziativa di sua madre, Rosaria, raggiunge insieme a lei e ai suoi fratelli, Simone, Ciro e Luca, il loro fratello più grande, Vincenzo, emigrato già da qualche tempo a Milano, nella speranza di cambiare vita. Al loro arrivo scoprono che Vincenzo sta festeggiando il suo fidanzamento con Ginetta, anche lei figlia di emigrati lucani, ma ormai già ben inseriti a Milano. Quando la madre richiama Vincenzo al suo dovere di provvedere prima d'ogni altra cosa alla sua famiglia d'origine in difficoltà, i parenti di Ginetta reagiscono e, temendo di doversi sobbarcare il peso dei nuovi arrivati, cacciano i Parondi in malo modo. Vincenzo, sentendosi in obbligo con i suoi familiari, lascia anche lui la festa e inizia a provvedere come può ai suoi cari. Dopo le difficoltà iniziali tutti i giovani riescono a trovare una sistemazione: Vincenzo recupera il rapporto con Ginetta e obbliga le due famiglie in rotta ad accettare la relazione con un matrimonio riparatore. Rocco inizia a lavorare in una lavanderia, Ciro studia e trova lavoro come operaio in una fabbrica dell'Alfa Romeo, Simone si dà alla boxe, mentre Luca rimane a casa con la madre.
Nel frattempo, i giovani fratelli hanno fatto la conoscenza di Nadia, una prostituta che ha subito una relazione con Simone. In realtà Nadia considera Simone un cliente come un altro, ma Simone, viziato dalla madre, affascinato dalla ricchezza della grande metropoli lombarda e ingannato dall'illusione di ottenere facilmente molti soldi con il pugilato, si lega morbosamente alla donna, pretendendo di garantirle un tenore di vita che non è alla sua portata. Un giorno Nadia riceve in regalo una spilla che in realtà Simone ha rubato alla proprietaria della lavanderia dove lavora Rocco. Rendendosi conto del precipitare della situazione, Nadia restituisce la spilla a Rocco dicendo che sta lasciando per qualche tempo Milano, che non vuole più vedere Simone e che questi farà bene a dimenticarla. La notizia fa sentire Simone umiliato per l'abbandono, ma nasconde ciò reagendo in modo sprezzante.
Rocco parte per il servizio militare. Un giorno incontra di nuovo Nadia che è appena uscita dal carcere: i due siedono a bere un caffè, la donna ascolta la visione che Rocco ha della vita, rimanendone affascinata e quando lui le rivela di provare compassione per lei e l'incoraggia a ritrovare speranza nella vita, tra i due nasce un vero amore. Tornato a Milano, Rocco viene notato dall'allenatore di Simone che, deluso dall'indisciplina di quest'ultimo, ritiene che Rocco possa fare veramente strada nel mondo del pugilato. Nadia, intanto, rincuorata dalla bontà d'animo di Rocco, inizia a cambiare vita. Ma incombe su di loro la tragedia: Simone, deriso dagli amici del bar che frequenta, viene a conoscenza degli incontri tra il fratello e la sua ex amante e una sera, scortato da quegli stessi amici, segue Rocco e Nadia fino ai prati della Ghisolfa, dove i due s'incontrano abitualmente.
Qui Simone stupra Nadia e picchia brutalmente il fratello. Rocco non solo non cerca vendetta, ma si convince d'essere il responsabile delle miserie di Simone, avendogli rubato la donna che lui amava e perciò chiede a Nadia di lasciarlo per tornare con il fratello, certo che il recupero di questa relazione possa condurre Simone a redimersi. Nadia è sconvolta e, sentitasi tradita da Rocco, ritorna tra le braccia di Simone, ma solo per vendicarsi e sfruttarlo per soldi, al fine di rovinarlo; quest'ultimo comincia a condurre una vita sregolata che condiziona anche le sue prestazioni sul ring, comincia anche a bere, a rubare e persino a prostituirsi a sua volta con l'ex pugile Duilio Morini, che ha cessato definitivamente di fare il pugile. Vincenzo e Ciro cominciano a prendere le distanze da Simone, mentre invece Rocco si prodiga in tutti i modi per aiutarlo, sotto la pressione della madre che, accecata dall'affetto per il figlio, taccia Nadia di essere responsabile dei guai di Simone.
Proprio per ripianare i debiti del fratello, Rocco, che pure vorrebbe lasciare il pugilato per tornare quanto prima al suo paese d'origine, decide di continuare la sua carriera tra lo stupore di Vincenzo e la rabbia di Ciro, che non comprendono l'ostinazione di Rocco nel voler redimere un fratello, che sta svergognando una famiglia altrimenti onesta. Spinto dalla volontà di riscattare suo fratello, Rocco s'aggiudica un difficile incontro che lo lancerà verso il successo. Ma proprio mentre Rocco sta disputando questo decisivo incontro, Simone, abbandonato anche da Nadia, scopre che è tornata a prostituirsi dalle parti dell'Idroscalo e la va a cercare per tentare di riaverla. Nadia lo respinge, Simone estrae un coltello dalla tasca, si para davanti alla ragazza e la colpisce, uccidendola. Proprio al culmine dei festeggiamenti per la vittoria di Rocco, Simone fa ritorno a casa, e confessa al fratello l'omicidio di Nadia. Rocco, in preda alla disperazione, anche questa volta colpevolizza se stesso piuttosto che il fratello assassino, arrivando a offrirgli riparo in casa. Ma Ciro si ribella a questa decisione e corre alla polizia a denunciare Simone, che sarà trovato e arrestato tre giorni dopo.
Tempo dopo, il piccolo Luca va a trovare Ciro durante una pausa di lavoro del fratello maggiore e gli rinnova le accuse d'aver tradito il proprio sangue. Ciro replica usando parole d'affetto sia verso Rocco, troppo legato a un mondo che il boom economico sta cancellando, sia verso il fratello incarcerato, che da questo boom è stato in qualche modo travolto, e racconta al piccolo le sue speranze di un mondo migliore, nel quale le persone non saranno più costrette a emigrare per trovare pane e giustizia. Suona la sirena che richiama tutti gli operai dentro: Luca si accomiata da Ciro e lo vede da lontano incontrarsi con la sua fidanzata, con la quale costruirà presto una nuova famiglia. Lo saluta ancora una volta, dicendogli che tutti i fratelli l'aspettano per la cena e, riprendendo la strada di casa, passa davanti a un muretto dove sono esposte le foto del pugile Rocco, eroe del momento suo malgrado.

## Produzione
Le riprese si svolsero perlopiù a Milano, in particolare nella palestra di via Bellezza 16/a, aperta fino alla fine degli anni 1970 ed oggi sede dell'Arci Bellezza, che ancora ospita la Palestra Visconti con alcuni arredi originali. Alcune scene vennero girate sul lago di Como tra Lierna e Bellagio, altre ancora a Roma, Civitavecchia e sul lago di Fogliano. In principio le scene iniziali dovevano essere girate in Basilicata (nel film chiamata con il suo antico nome Lucania), da cui proveniva la famiglia Parondi, ma nella versione finale il film venne interamente ambientato a Milano. Visconti comunque soggiornò in Basilicata, in particolare a Matera, Miglionico, Bernalda e Pisticci, spinto dalla lettura di autori come Carlo Levi e Rocco Scotellaro, per studiare gli usi e costumi locali a cui viene dato risalto nell'opera. La sceneggiatrice Suso Cecchi D'Amico dichiarò che Visconti scelse come riferimento i lucani, al posto di comunità più note come siciliani e calabresi, perché «li trovava gradevoli per una certa disponibilità psicologica e per il loro accento».
Inizialmente la D'Amico, ispirandosi ad un operaio basilicatese (Vincenzo Pafundi) conosciuto in Germania dove la sceneggiatrice stava collaborando alla realizzazione de I magliari di Francesco Rosi, propose a Visconti il cognome Pafundi, tipico della regione, al quale il regista aggiunse il nome Rocco in onore di Rocco Scotellaro. Il cognome fu utilizzato nella realizzazione del film, ma, nella fase di post-produzione, si dovette modificare il doppiaggio e la fotografia poiché un magistrato, Rocco Pafundi, temendo un danno alla propria immagine e a quella della famiglia, non gradì l'omonimia con il protagonista del film e minacciò di ricorrere a vie legali, costringendo la troupe a cambiarlo in Parondi. Il pugile Rocco Mazzola, campione nazionale dei pesi mediomassimi e massimi, fece una breve comparsa. La sua storia di un lucano emigrato in Lombardia fu una delle ispirazioni del film.
Il 13 aprile 1960 la lavorazione venne fatta sospendere dal presidente della provincia di Milano, il democristiano Adrio Casati, che non permise le riprese all'Idroscalo in quanto ritenne il film un'opera «non molto morale e denigratoria». Il 27 ottobre il produttore Goffredo Lombardo, dopo una lunga diatriba con la magistratura milanese, accettò l'oscuramento di quindici minuti della pellicola all'insaputa di Luchino Visconti: quest'ultimo ricorse anch'egli alla magistratura richiedendo il dissequestro delle copie oscurate.
Il 17 maggio 2015 al Festival di Cannes è stata proiettata in anteprima mondiale la versione restaurata in HD dalla Cineteca di Bologna e reintegrata dei tagli di censura, per poi essere proiettata per la prima volta in Italia il 3 luglio 2015 a Bologna, durante la rassegna pubblica "Il cinema ritrovato" in piazza Maggiore.

## Musica
Nell'introduzione e alla fine del film, la canzone Paese Mio è interpretata da Elio Mauro con una melodia di Nino Rota. Esprime, in dialetto, la nostalgia di un uomo che ha dovuto lasciare la sua terra natale. Sul treno è visibile un cartello che indica Bari - Milano.

## Accoglienza

### Incasso
Il film incassò ₤ 1.671.555.000 con 10.220.365 spettatori, classificandosi come terzo maggiore incasso dell'anno.

## Riconoscimenti
- 1960 - Mostra internazionale d'arte cinematografica di Venezia
  - Leone d'argento a Luchino Visconti
  - Candidatura Leone d'oro a Luchino Visconti
- 1962 - Premio BAFTA
  - Candidatura Miglior film straniero (Italia)
  - Candidatura Migliore attrice internazionale a Annie Girardot
- 1961 - David di Donatello
  - Migliore produttore a Goffredo Lombardo
- 1961 - Nastro d'argento
  - Regista del miglior film a Luchino Visconti
  - Migliore sceneggiatura a Suso Cecchi D'Amico, Pasquale Festa Campanile, Massimo Franciosa, Enrico Medioli, Luchino Visconti
  - Migliore fotografia a Giuseppe Rotunno
  - Candidatura Migliore produttore a Goffredo Lombardo
  - Candidatura Migliore soggetto a Luchino Visconti, Vasco Pratolini e Suso Cecchi D'Amico
  - Candidatura Migliore attore non protagonista a Paolo Stoppa
  - Candidatura Migliore scenografia a Mario Garbuglia
  - Candidatura Migliori costumi a Piero Tosi
- 1961 - Globo d'oro
  - Miglior film a Luchino Visconti